# René Muñoz
Álvaro Córdoba Eduardo de Barrenechea Muñoz, bardziej znany jako René Muñoz (ur. 19 lutego 1938, zm. 11 maja 2000 w Meksyku) – meksykański aktor filmowy oraz scenarzysta telenowel.
Zmarł 11 maja 2000 na nowotwór złośliwy w wieku 62 lat.

## Wybrana filmografia

### Aktor
- 1994: Marimar jako Ojciec Porres
- 1995-1996: Maria z przedmieścia jako "El Veracruz"
- 1998: Paulina jako Luis Felipe Benítez "El Mojarras"
- 1999: Rosalinda jako Abuelo Florentino Rosas
- 2000-2001: W niewoli uczuć jako Regino

### Scenarzysta
- 1997-1998: Maria Izabela
- 2000-2001: W niewoli uczuć

## Nagrody i nominacje

### Medallas del Círculo de Escritores Cinematográficos
| Rok  | Kategoria                          | Film        | Wynik   |
| ---- | ---------------------------------- | ----------- | ------- |
| 1961 | Nagroda specjalna za interpretację | Fray Escoba | Wygrana |